# 1976 au Canada
Pour un article plus général, voir Chronologie du Canada.
Cet article traite des événements qui se sont produits durant l'année 1976 au Canada.

## Événements

### Politique
- 7 février : Joe Clark devient chef du Parti progressiste-conservateur du Canada.

- 28 juin : la Charte des droits et libertés de la personne du Québec entre en vigueur. Désormais, il est interdit de faire de la discrimination basée sur l'orientation sexuelle. Il s'agit de la première loi au monde qui interdit ce genre de discrimination dans les secteurs public et privé (à part quelques villes et comtés des États-Unis).

- 7 novembre : André-Gilles Fortin est élu chef du Parti Crédit social du Canada.

- 15 novembre : élection du Parti québécois de René Lévesque, premier parti indépendantiste élu au Québec.

### Justice
- 16 juillet : abolition de la peine de mort.

- Juillet : Marie-Andrée Leclerc est incarcérée en Inde pour complicité de meurtre.

### Sport

#### Hockey
- Fin de la Saison 1975-1976 de la LNH suivi des Séries éliminatoires de la Coupe Stanley 1976. Les Canadiens de Montréal remportent la Coupe Stanley contre les Flyers de Philadelphie.
- Fin de la Saison 1975-1976 de l'AMH. Les Jets de Winnipeg remportent le championnat.
- Les Fincups de Hamilton remportent la Coupe Memorial 1976.
- Repêchage amateur de la LNH 1976.
- Septembre : Coupe Canada 1976, l'équipe canadienne remporte cette série.
- Début de la Saison 1976-1977 de la LNH et de la Saison 1976-1977 de l'AMH.

#### Jeux olympiques d'hiver de 1976
- La skieuse Kathy Kreiner remporte une médaille d'or en slalom géant.
- Cathy Priestner remporte une médaille d'argent en patinage de vitesse 500 mètres.
- Toller Cranston remporte une médaille de bronze en patinage artistique pour homme.

#### Jeux olympiques d'été de 1976

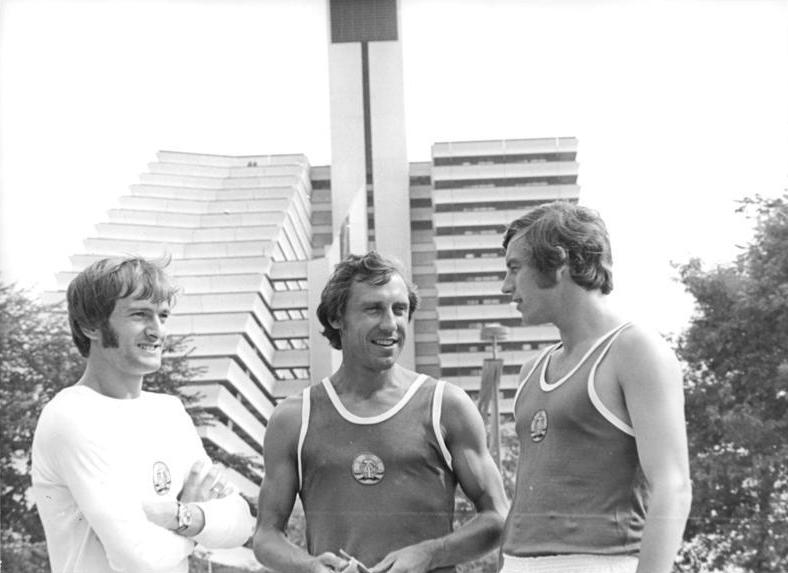
Athlètes devant le village olympique.

- Le Canada est le pays hôte pour les Jeux olympiques et ils se tiennent à Montréal.
- Plusieurs pays africains boycottent ces jeux car ils n'acceptent la présence de la Nouvelle-Zélande. Ce pays avait participé à une compétition de Rugby en Afrique du Sud qui pratiquent l'Apartheid.
- Taiwan ne participe pas aux Jeux car il refuse d'être sous la bannière de la République populaire de Chine.
- 17 juillet : les XXIes Jeux olympiques débutent à Montréal.
- Greg Joy obtient la Médaille d'argent en saut en hauteur.
- Michel Vaillancourt obtient la médaille d'argent en équitation.
- Stephen Pickell, Graham Smith, Clay Evans et Gary MacDonald remportent la médaille d'argent au 4 fois 100 mètres en natation.
- Jeux paralympiques d'été de 1976 tenus à Toronto en août.

#### Autres
- Quatrième édition des Jeux d'hiver de l'Arctique à Schefferville
- Gilles Villeneuve remporte la course automobile en Formule Atlantique.
- Première édition de la CSIO de Spruce Meadows à Calgary[1]

### Économie

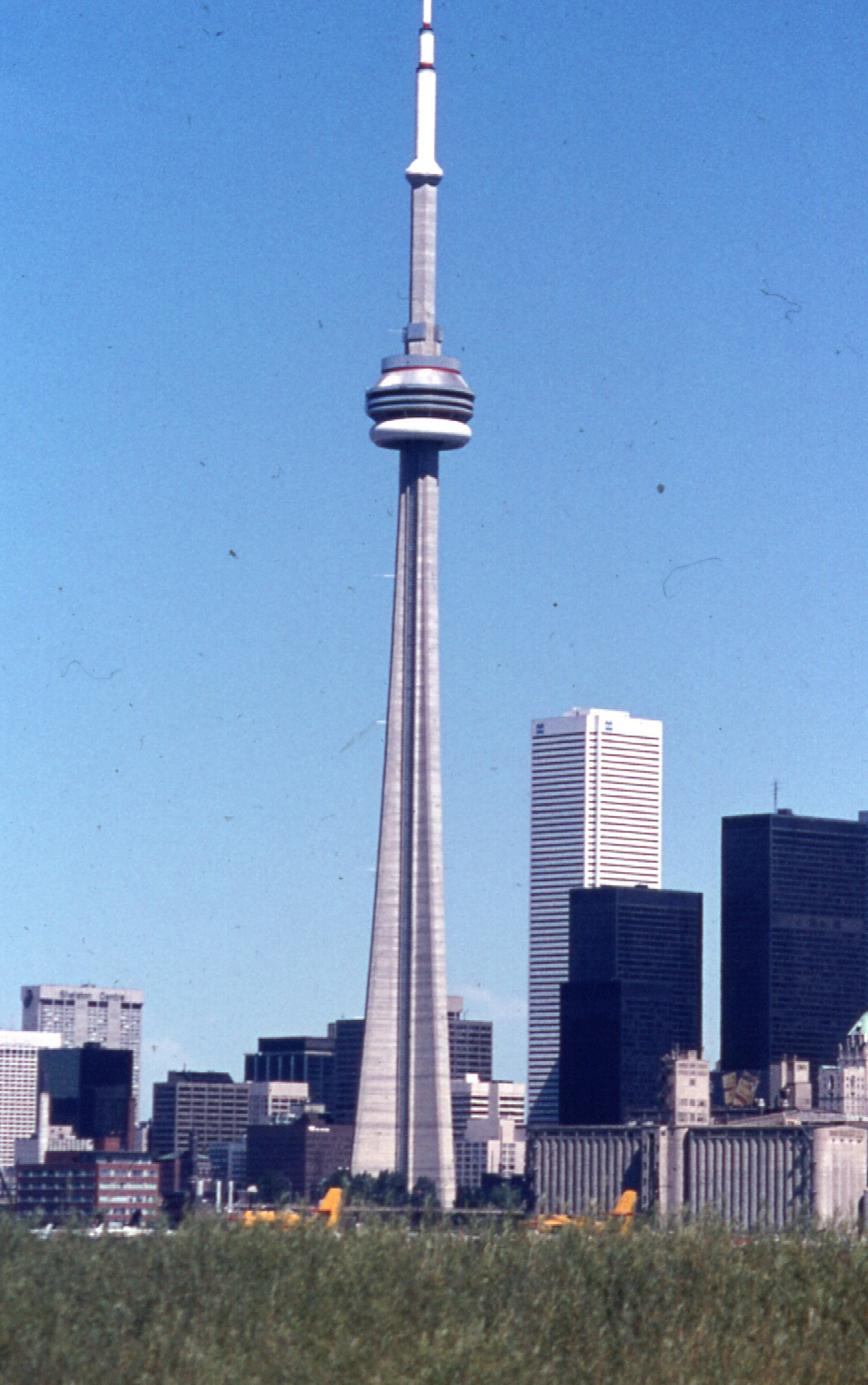
Tour du CN en 1976

- Le Premier ministre libéral Pierre Elliott Trudeau prône un relâchement des liens économique avec les États-Unis et la poursuite d’une « troisième option » fondé sur des relations plus étroites avec la Communauté européenne et le Japon.

- Inauguration de la Tour CN à Toronto, qui restera la plus haute structure autoporteuse du monde jusqu'en 2007.
- Vol inaugural d'Air France de sa liaison Paris-Toronto

### Science
- La Flamme olympique passe de l'Europe au Canada par l'intermédiaire d'un signal satellite.

- William Unruh découvre l'Effet Unruh.

### Culture
- Première édition du Festival franco-ontarien à Ottawa.
- Fusion des revues MacLean's et Actualité pour former la revue L'actualité.
- Première édition du Festival international du film de Toronto.

#### Chanson
- Gordon Lightfoot interprète The Wreck of the Edmund Fitzgerald. Cette chanson relate le naufrage du SS Edmund Fitzgerald l'année précédente.
- Georges Thurston lance son album Boule Noire.
- Le groupe folklorique Le Rêve du diable lance son premier album.

#### Télévision
- La Course autour du monde en collaboration avec les télévisions francophones européennes.
- Téléroman Grand-Papa.

### Religion
- 26 mars : Aloysius Ambrozic est nommé évêque auxiliaire de Toronto.

## Naissances
- 23 février : Jeff O'Neill, joueur professionnel de hockey sur glace.
- 16 mars : Ben Mulroney, animateur de télévision.
- 23 mars : Nolan Baumgartner, joueur de hockey sur glace.
- 16 avril : Boyd Devereaux, joueur professionnel de hockey sur glace.
- 19 mai : Jason Botterill, joueur de hockey sur glace.
- 4 juin : Wayne Primeau, joueur canadien de hockey sur glace.
- 10 juin : James Moore, homme politique de la circonscription fédérale de Port Moody—Westwood—Port Coquitlam.
- 23 juin : Emmanuelle Vaugier, comédienne.
- 26 juin : Ed Jovanovski, joueur de hockey sur glace.
- 3 juillet : Wade Belak, joueur professionnel de hockey sur glace.
- 12 juillet : Dan Boyle, joueur de hockey sur glace.
- 13 juillet : Sheldon Souray, joueur de hockey sur glace.
- 5 août : Jeff Friesen, joueur professionnel de hockey sur glace.
- 17 août : Eric Boulton, joueur de hockey sur glace.
- 27 août : Sarah Chalke, actrice.
- 11 septembre : Jean-Pierre Vigier, joueur de hockey sur glace.
- 10 octobre : Shane Doan, joueur de la Ligue nationale de hockey.
- 23 octobre : Ryan Reynolds, acteur et producteur et ancien mannequin.
- 14 novembre : Brad Sucks, musicien.
- 20 novembre : Laura Harris, actrice.
- 26 décembre : Jacob Wetzel, rameur.

## Décès
- Pacifique Plante, policier.
- 9 février : Percy Faith, chef d'orchestre.
- 3 mars : Alexander Wallace Matheson, Premier ministre de l'Île-du-Prince-Édouard.
- 3 avril : Claude-Henri Grignon, auteur.
- 5 avril : Wilder Penfield, médecin et neurologue.
- 28 mai : William Ross Macdonald, lieutenant-gouverneur de l'Ontario.
- 10 juin : William John Patterson, Premier ministre de la Saskatchewan.
- 14 novembre : Jean-Paul Beaulieu, homme politique québécois.
- 4 décembre : Paul Gouin, homme politique québécois.
- 16 décembre : Réal Caouette, homme politique et chef du crédit social.
- 22 décembre : Olive Palmer, deuxième femme de John Diefenbaker.